# Elo (Name)
Elo ist ein sowohl weiblicher als auch männlicher Vorname und ein Familienname.

## Weiblicher Vorname
- Elo Tamul (1913–1994), estnische Opernsängerin
- Elo Viiding (* 1974), estnische Lyrikerin

## Männlicher Vorname
- Elo Hansen (* um 1945), dänischer Badmintonspieler
- Elo Pannacciò (1923–2001), italienischer Filmregisseur, Drehbuchautor und Filmproduzent
- Elo Wilhelm Sambo (1885–1933), deutsch-kamerunischer Militärmusiker
- Elo Šándor (1896–1952), slowakischer Schriftsteller

## Familienname
- Arpad Elo (1903–1992), ungarisch-amerikanischer Physiker und Erfinder der Elo-Zahl
- Eero Elo (* 1990), finnischer Eishockeyspieler
- Emeterio Elo (* 1984), äquatorialguineischer Fußballspieler
- José Elo (* 2000), äquatorialguineischer Fußballspieler
- Jussi Elo (1898–1957), finnischer Wasserspringer
- Olavi Elo (1913–1979), finnischer Sportschütze
- Pentti Elo (1929–1991), finnischer Hockeyspieler
- Raimo Elo (1939–2018), finnischer Fußballspieler
- Unto Elo (* 1944), finnischer Kanute
- Ville Elo (1895–1947), finnischer Sportschütze